# Milan Heča
Milan Heča (* 21. března 1991 Krumvíř) je český profesionální fotbalový brankář, který chytá za český klub 1. FC Slovácko. V české reprezentaci do 20 let má na svém kontě jeden přátelský zápas.

## Klubová kariéra

### 1. FC Slovácko
Heča se objevil v ligovém kádru 1. FC Slovácko v roce 2009, v 1. české lize v bráně debutoval 31. října 2010 v utkání proti FC Slovan Liberec (porážka 0:1). Pravidelněji dostával příležitost mezi tyčemi až v sezoně 2013/14, kdy odchytal v lize 14 zápasů.
Rodák z Krumvíře se předvedl hlavně v sezoně 2017/18, když jihomoravskému klubu vychytal záchranu v nejvyšší soutěži. V dresu Slovácka odehrál 130 ligových zápasů, z toho si připsal 32 čistých kont.

### Sparta Praha
V roce 2018 přestoupil do pražské Sparty. V první sezoně na Letné plnil roli náhradníka za Florinem Nițou. V létě 2020 prodloužil svou smlouvu do roku 2023. Po většinu svého angažmá ve Spartě se pohyboval na hraně základní sestavy. Za celek z Letné odchytal celkem 68 soutěžních utkání a vedle ligového titulu ze sezóny 2022/23 s ním získal i domácí pohár. V mistrovské sezoně už ale dostal příležitost pouze v druholigovém B-týmu.

### 1. FC Slovácko (návrat)
V roce 2023 se Heča po pěti letech vrátil ze Sparty do Slovácka. Dvaatřicetiletý čerstvý podepsal s mateřským klubem tříletou smlouvu.

## Reprezentační kariéra
Milan Heča reprezentoval Českou republiku v kategorii U20 v jediném zápase. Šlo o přátelské střetnutí v Šardicích proti slovenským vrstevníkům (remíza 2:2).